# Кожевникова, Мария Александровна
Мари́я Алекса́ндровна Коже́вникова (род. 14 ноября 1984, Москва) — российская актриса театра, кино и телевидения, получившая известность благодаря роли Аллы Гришко в комедийном телесериале «Универ». Мастер спорта (2006), общественная и политическая деятельница (активистка ОНФ; депутат Государственной думы Федерального собрания Российской Федерации VI созыва, член комитета ГД по культуре с 21 декабря 2011 года по 5 октября 2016 года; член Общественного совета МГЕР в 2011—2016 гг.).

## Биография
Родилась 14 ноября 1984 года в семье советского хоккеиста, двукратного олимпийского чемпиона, заслуженного мастера спорта Александра Кожевникова и преподавателя английского языка Маргариты Кожевниковой. Дед — генерал-майор, участник Великой Отечественной войны Валентин Николаевич Трофимов (1923—2013).
В 2001 году снялась в клипе на песню «Ты станешь взрослой» группы «Лицей».
В 2002 году Кожевникова участию в музыкальной группе «Любовные истории» предпочла поступление в РАТИ-ГИТИС.
В 2005 году, учась в институте, начала карьеру актрисы, участвуя в массовках и исполняя второстепенные роли.
Окончила РАТИ-ГИТИС в 2006 году.
Мастер спорта Российской Федерации по художественной гимнастике (2006), чемпионка Москвы.
Известна благодаря своей роли в сериале «Универ» (в эфире с августа 2008 года).
В сентябре 2009 года в журнале «Playboy» были опубликованы восемь фотографий Марии Кожевниковой, на пяти из которых она полностью обнажена.

### Карьера в кино
В 2008 году Кожевникова получила роль Ирины в сериале «Бородин. Возвращение генерала» — девочки-беспризорницы, которая осталась с младшим братом на руках после смерти родителей.
В 2009 году снялась в сериале «Кремлёвские курсанты» в роли Анны Прохоровой, жены одного из курсантов, которая ради карьеры мужа жертвует своей карьерой, а в 2010 году — в роли Вики в полнометражном фантастическом фильме «Тёмный мир». В 2011 году сыграла роль Кристины в фильме «Свадьба по обмену».
В сериале «Универ» Кожевникова на протяжении пяти сезонов (трёх лет) играла блондинку Аллу Гришко. По словам самой Кожевниковой её образ в «Универе» ей дался нелегко, пришлось полгода наблюдать за поведением приезжих девушек, что дало ей возможность достоверно сыграть эту роль.
В 2012 году у неё было несколько работ: одна из главных ролей Кати в полнометражном фильме «Молодожёны», медсестры Ани в сериале «Склифосовский»; злодейки Дайаны в приключенческом фильме «Сокровища О. К.» и роль Жени в сериале о Гражданской войне «Красные горы».
В 2015 году снялась в фильме «Батальонъ», для которого сбрила волосы. За роль Натальи Татищевой в этом фильме Кожевникова была удостоена премии «Золотой орёл» в номинации «Лучшая женская роль второго плана».

### Личная жизнь
В конце августа 2013 года Кожевникова и бизнесмен Евгений Васильев обвенчались в Свято-Николаевском соборе в Ницце, официальная регистрация брака не состоялась.
19 января 2014 года родила сына Ивана.
26 января 2015 года у супругов родился сын Максим.
10 июля 2017 года родился третий сын Василий.
25 сентября 2023 года родила четвёртого сына. Лицо четвёртого ребёнка она скрывает, а имя — Александр — рассекретила только 5 июня 2024 года.

## Политическая деятельность
По информации газеты «Комсомольская правда», в 2011 году Кожевникова вступила в «Молодую гвардию Единой России» (МГЕР).
В 2011 году была членом и «доверенным лицом» Общероссийского народного фронта (ОНФ).
Являлась членом Общественного совета МГЕР.
В июле 2011 года была выдвинута в депутаты Госдумы от ОНФ и приняла участие в праймериз «Единой России» в Томске.
С 1 октября 2011 года являлась членом попечительского совета детского дома № 39 (пгт. Зеленоградский, Пушкинский район, Московская область).
В декабре 2011 была избрана депутатом Госдумы VI созыва от Всероссийской политической партии «Единая Россия». Являлась членом Комитета Госдумы по культуре.
Один из инициаторов законопроекта № 292521-6 «О внесении изменений в законодательные акты Российской Федерации по вопросам защиты интеллектуальных прав в информационно-телекоммуникационных сетях», ограничивающего пользователей и сайты в использовании материалов, нарушающих авторские права.
В период с октября 2011 по май 2016 года выступила соавтором 105 законодательных инициатив и поправок к проектам федеральных законов.
В 2014 году заняла 88-е место в рейтинге «100 самых влиятельных женщин России» по версии журнала «Огонёк», радиостанции «Эхо Москвы» и агентства «Интерфакс».
В 2016 году Кожевникова вновь баллотировалась в Государственную Думу VII созыва от партии «Единая Россия», однако избрана не была, срок её полномочий истек в октябре 2016 года.
В 2017 году по приглашению главы города Красногорск Радия Хабирова, включена в члены городской Общественной палаты г. Красногорска. В 2020 году переизбрана на следующий срок.

## Санкции
С 15 мая 2018 года находится под персональными санкциями Украины.

## Творчество

### Роли в спектаклях
- 2010 — «Курсантский блюз» — Ровена. Театральное агентство «Лекур»[37]
- 2012 — «Вероника решает умереть» — Вероника. Театр Юрия Васильева[38]

### Фильмография
| Год       |   | Название                  | Роль                                        |
| --------- | - | ------------------------- | ------------------------------------------- |
| 2005      | с | Адвокат 2                 | секретарша                                  |
| 2005      | с | Рублёвка Live             | Имя персонажа не указано                    |
| 2006      | с | Волчица                   | Олеся                                       |
| 2006      | с | Здрасьте, я ваше папо!    | Настя                                       |
| 2006—2007 | с | Кто в доме хозяин?        | Наташа                                      |
| 2006      | ф | Танцуй…                   | Стася                                       |
| 2006—2012 | с | Детективы                 | Марина                                      |
| 2007      | с | Бешеная                   | Виолетта Захарова                           |
| 2007      | с | Вся такая внезапная       | Катя                                        |
| 2007      | с | Дар Божий                 | Лена Клещ, медсестра                        |
| 2007      | с | Жёлтый дракон             | Яна                                         |
| 2007      | с | Любовь на острие ножа     | Даша, подруга Лауры                         |
| 2007      | с | Марш Турецкого (4 сезон)  | Маша                                        |
| 2007      | с | Право на счастье          | Лиза                                        |
| 2007      | с | Прощайте, доктор Чехов!   | Котик                                       |
| 2007      | с | Сваха                     | Светлана                                    |
| 2007      | ф | Слуга государев           | придворная                                  |
| 2007      | с | Судебная колонка          | девушка на машине                           |
| 2007      | ф | Трое и Снежинка           | модель, блондинка в серой шубке             |
| 2008      | с | ГИБДД и т. д.             | Рита                                        |
| 2008      | с | Две сестры                | Ирина                                       |
| 2008      | с | Моя любимая ведьма        | Олеся                                       |
| 2008      | ф | Девочка                   | Дина                                        |
| 2008      | ф | Дочка                     | эпизодическая роль                          |
| 2008      | с | И всё-таки я люблю…       | Барби, проститутка в борделе                |
| 2008      | ф | Непрощённые               | Имя персонажа не указано                    |
| 2008      | ф | Пять шагов по облакам     | девушка-ведущая                             |
| 2008      | с | Сердцеедки                | Лика Зернова                                |
| 2008—2011 | с | Универ                    | Алла Гришко                                 |
| 2009      | с | Кремлёвские курсанты      | Анна Прохорова                              |
| 2010      | с | Классные мужики           | Зоя подруга Сени                            |
| 2010      | ф | Тёмный мир                | Вика (эпизод)                               |
| 2010      | с | Подарок судьбы            | Настя                                       |
| 2011      | ф | Свадьба по обмену         | Кристина                                    |
| 2012      | ф | Духless                   | модель Эльвира                              |
| 2012      | ф | Молодожёны                | Катя                                        |
| 2012      | с | Склифосовский             | Аня                                         |
| 2013      | ф | Сокровища О. К.           | Дайана Джонс                                |
| 2013      | с | Красные горы              | Женя                                        |
| 2015      | с | Верю не верю              | Василиса Кремнёва                           |
| 2015      | ф | Батальонъ                 | Наталья Татищева                            |
| 2015      | ф | Спорт без границ          | Надежда Смирнова                            |
| 2015      | ф | Бармен                    | Лариса Выхина                               |
| 2016      | ф | Держи удар, детка!        | Лариса Смирнова                             |
| 2016      | с | Отель Элеон               | камео                                       |
| 2017      | с | Казнить нельзя помиловать | Екатерина Борисовна Орлова / Нина Муравьёва |
| 2018      | ф | Собибор                   | Сельма                                      |
| 2019      | с | Горе от ума               | Софья                                       |
| 2026      | с | Универ. 15 лет спустя     | Алла Гришко                                 |

### Озвучивание
- 2008 — Мамма Mia! (США)[источник не указан 409 дней]
- 2010 — Артур и война двух миров (Франция, анимационный) — принцесса Селения (русская озвучка)[39]
- 2011 — Ронал-варвар (Дания, анимационный) — Зандра (русская озвучка компании «Вольга»)[40]
- 2013 — Попугай Club (Россия, анимационный)[41] — Таня[источник не указан 409 дней]
- 2015 — Савва. Сердце воина (Россия, анимационный) — мама Саввы[42]